# Phaeoneuron libericum
Phaeoneuron libericum là một loài thực vật có hoa trong họ Mua. Loài này được (Gilg) Gilg miêu tả khoa học đầu tiên năm 1921.